# FCM Dunărea Galați
Fotbal Club Municipal Dunărea Galați byl rumunský fotbalový klub z města Galați. Klub byl založen v roce 1970. Za éry komunistů byl hlavním klubem ve městě Dunărea, před městským rivalem Oțelulem. Největším úspěchem z tohoto období bylo finále národního poháru, díky čemuž mohl klub hrát následující sezónu evropské poháry. Ovšem po pádu komunistů se vše obrátilo ve prospěch rivala. Klub se následně propadl do nižších soutěží, z nichž se do nejvyšší soutěže už nikdy nedostal, zanikl v roce 2014.

## Umístění v jednotlivých sezonách
| Sezóny  | Liga              | Úroveň | Z  | V  | R | P  | VG | OG | +/- | B  | Pozice |
| ------- | ----------------- | ------ | -- | -- | - | -- | -- | -- | --- | -- | ------ |
| 2009/10 | Liga II - Seria I | 2      | 34 | 13 | 6 | 15 | 37 | 39 | -2  | 45 | 11.    |
| 2010/11 | Liga II - Seria I | 2      | 30 | 13 | 9 | 8  | 44 | 26 | +18 | 48 | 5.     |
| 2011/12 | Liga II - Seria I | 2      | 30 | 11 | 7 | 12 | 38 | 40 | -2  | 40 | 10.    |
| 2012/13 | Liga II - Seria I | 2      | 24 | 8  | 4 | 12 | 23 | 30 | -7  | 28 | 9.     |
| 2013/14 | Liga II - Seria I | 2      | 20 | 7  | 5 | 8  | 23 | 21 | +2  | 26 | 11.    |

## Účast v evropských pohárech
| Ročník  | Soutěž              | Kolo    | Klub        | Doma | Venku | Celkem |
| ------- | ------------------- | ------- | ----------- | ---- | ----- | ------ |
| 1976/77 | Pohár vítězů pohárů | 1. kolo | Boavista FC | 2:3  | 0:2   | 2:5    |